# Pirotehnika
Pirotehnika je nauka о korišćenju meterijala koji imaju sposobnost podleganja samostalnim i samoodrživim egzotermnim hemijskim reakcijama pri čemu proizvode toplotu, svetlost, gas, dim i/ili zvuk. Ovaj termin potiče od grčkih reči pyro (vatra) i tekhnikos (veština pravljenja). Pirotehnika obuhvata ne samo proizvodnju vatrometa, nego i stavki poput bezbednih šibica, kiseoničnih sveća, eksplozivnih vijaka i zatvarača, komponenti automobilskih vazdušnih jastuka i miniranja gasnim pritiskom u rudarstvu, vađenju kamena i rušenju objekata.
Individue odgovorne za bezbedno skladištenje, rukovanje i funkcionisanje pirotehničkim uređajima se nazivaju pirotehničarima.

## Proksimalna pirotehnika
Eksplozije, bljeskovi, dim, plameni, vatrometi i drugi pirotehnički pokretani efekti koji se koriste u industriji zabave se nazivaju specijalnim pozorišnim efektima, specijalnim efektima, ili proksimalnom pirotehnikom. „Proksimativno” se odnosi na lokaciju pirotehničkog uređaja u odnosu na publiku. U većini jurisdikcija, specijalna obuka i licenca da moraju dobiti od lokalnih organa vlasti da bi se zakonito pripremila i koristila proksimalna pirotehnika.
Mnoge muzičke grupe koriste pirotehničku kako bi unapredili svoje emisije uživo. Pink Flojd grupa je izumitelj pirotehničke primene na koncertima. Na primer, na vrhuncu njihove pjesme „Careful with That Axe, Eugene”, eksplozija dima je izbija na zadnjem delu pozornice. Bendovi kao što su Hu, Kis i Kvin su uskoro sledili njihovim stopama, primenjujući pirotehniku u svojim predstavama. Majkl Džekson je pokušao da koristi pirotehniku u reklami za Pepsi iz 1984, ali je zalutala iskra prouzrokovala malu vatru u njegovoj kosi. Nemački bend industijskog metala Ramštejn je poznat po svojoj inkorporaciji mnoštva različitih pirotehnika u svoje predstave, sa opsegom koji ide od plamenih kostima do bacača vatre montiranih na lice. Najtviš, Lordi i Grin dej su isto tako poznati po njihovim vividnim pirotehničkim efektima na koncertima. Mnogi profesionalni rvači su takođe koristili pirotehniku kao deo njihovog ulaza u ring.

## Prikazna pirotehnika
Prikazna pirotehnika, takođe poznata kao komercijalni vatromet, obuhvata pirotehničke uređaje za upotrebu na otvorenom prostoru, gde publika može biti daleko, a dim i padajući ostaci predstavljaju manju opasnost. Uopšteno govoreći, ti efekti su, iako često slični onima u proksimalnoj pirotehnici, znatno veće veličine i mnogo su energičnije prirode. Tipično je potreban ceo dan da se pripremi profesionalni vatrometni prikaz. Veličina tih vatrometa može da bude u opsegu prečnika od 50 mm (2") do preko 600 mm (24") u zavisnosti od tipa efekta i dostupnog rastojanja od publike. U većini nadležnosti, specijalna obuka za vatromete i licenciranje su mandatorni za legalnu pripremu i korištenje prikazne pirotehnike.

## Potrošačka pirotehnika
Potrošačka pirotehnika obuhvata uređaje koji su lako dostupni za kupovinu široj javnosti sa malo ili bez specijalnog licenciranja ili obuke. Te stavke se smatraju relativno nisko-hazardnim uređajima, mada kao i sva pirotehnika, oni još uvek mogu da budu hazardni i potrebno je da se skladište i koriste na odgovarajući način. Neki od najčešćih primera potrošačke pirotehnike sa kojima se javnost susreće su rekreacioni vatrometi (uključujući zvižduće i iskreće tipove), modele raketnih motora, autoputne i pomorske signalne rakete za indikaciju opasnosti, prskalice i kape za pištolje igračke. Pirotehnika se isto tako indirektno koristi u drugim potrošačkim proizvodima kao što su prahom aktivirani pištolji za eksere, municija za vatreno oružje, i moderni kamini. Neki tipovi, uključujući zastrašivače ptica, ljuske krekera, zviždaljke i baklje, mogu da budu dizajnirani za ispaljivanje iz sačmarice u obliku pištolja ili puške.

## Bezbednost
Pirotehnika je opasna i njom se mora pažljivo rukovati. Ona se mora koristiti ispravno. Nedavno je nekoliko velikih incidenata s pirotehnikom ponovno potvrdilo potrebu za pažljivim rukovanjem ovim eksplozivima u svakom trenutku. Proksimalna pirotehnika je jedno od područja stručnosti koje zahteva dodatnu obuku izvan onoga što je neophodno kod od drugih profesionalnih pirotehničkih područja, i korištenje uređaja posebno izrađenih za unutarnju i blisku upotrebu.

### Domaći uređaji
Uobičajeni nisko-budžetski pirotehnički fleš potporni snop je izgrađen korišćenjem modifikovanih električnih osigurača u običnim sijaličnim grlima. Osigurači namerno izbijaju, delujući kao potpaljivači za pirotehnički materijal.
Domaći uređaji često ne sadrže sigurnosne komponente i mogu da dovedu do brojnih hazarda, uključujući:
- Strujno kolo za paljenje koje koristi visokonaponske, neizolovane vodove napajanja naizmeničnom strujom može da bude hazard od strujnog udara za operatora i posmatrače.
- Upotreba visoko naponskih osigurača kao inicijatora može da uzrokuje izvacivanje prekidača i osigurača glavnog kola, usled naglog prispeća struje jačine od više stotina ampera kroz kolo u kratkom spoju. Prekidači koji se koriste za kontrolu paljenja mogu da budu oštećeni usled velike struje.
- Moguće je da ne postoje indikatori ili blokade koji sprečavaju preuranjeno paljenje pirotehničkog materijala. Zavijanje osigurača pod naponom u ležište za koje se ne zna da je pod naponom može da dovede do neposrednog paljenja i povrede operatora.

Komercijalni blicevi sadrže sigurnosna svojstva kao što su upozoravajuće lampe, predigniciona uzemljenja i sigurnosna kola. Oni isto tako koriste izolovane i nisko naponske izvore struje, i imaju utične priključke za napajanje kako bi se sprečilo slučajno paljenje.

## Literatura
- Natural Resources Canada (2003), "Pyrotechnics Special Effects Manual. Edition 2" Minister of Public Works and Government Services Canada
- NFPA (2006), "NFPA 160; Standard for Flame Effects Before an Audience" NFPA International
- NFPA (2006), "NFPA 1123; Code for Fireworks Display" NFPA International
- NFPA (2006), "NFPA 1126; Standard for the Use of Pyrotechnics before a Proximate Audience." NFPA International
- Melanie Doderer-Winkler, "Magnificent Entertainments: Temporary Architecture for Georgian Festivals" (London and New Haven, Yale University Press for The Paul Mellon Centre for Studies in British Art, December 2013).  0300186428 and  978-0300186420.
- Plimpton, George (1984). Fireworks: A History and Celebration. Doubleday. ISBN 0385154143.
- Brock, Alan St. Hill (1949). A History of Fireworks. George G. Harrap & Co.
- Russell, Michael S (2008). The chemistry of fireworks. Royal Society of Chemistry, Great Britain. ISBN 9780854041275.
- Shimizu, Takeo (1996). Fireworks: The Art, Science, and Technique. Pyrotechnica Publications. ISBN 978-0929388052.
- Werrett, Simon (2010). Fireworks: Pyrotechnic Arts and Sciences in European History. University of Chicago Press. ISBN 978-0226893778.
- Scientific American article, "Firework Formula", 16-July-1881, pp. 42
- EnergyStorm – Titanium-boron mixtures as variable heat sources Архивирано 2009-03-29 на сајту . Energystorm.us. Retrieved on 2010-10-15.
- Needham, Joseph (1986). Science and Civilisation in China, Volume 5: Chemistry and Chemical Technology, Part 7: Military Technology: The Gunpowder Epic. Cambridge University Press. ISBN 0-521-30358-3.
- Hutchins, Paul (2009). The secret doorway: Beyond imagination. Imagination Publishing. стр. 27. ISBN 978-0-9817123-3-8.
- Yuan, Haiwang (2008). „Chinese Fireworks”. DLPS Faculty Publications.
- Gernet, Jacques (1962). Daily Life in China on the Eve of the Mongol Invasion, 1250–1276. стр. 186. ISBN 0-8047-0720-0.. Translated by H.M. Wright. Stanford: Stanford University Press,
- Kelly, Jack (2004). Gunpowder: Alchemy, Bombards, and Pyrotechnics: The History of the Explosive that Changed the World. New York: Basic Books. ISBN 0-465-03718-6., Perseus Books Group,
- Crosby, Alfred W (2002). Throwing Fire: Projectile Technology Through History. Cambridge: Cambridge University Press. ISBN 0-521-79158-8..
- "The Evolution of Fireworks", Smithsonian Science Education Center. ssec.si.edu.
- „Where are Fireworks Illegal? - Firework Crazy”. www.fireworkscrazy.co.uk/.
- „Fireworks Frighten Animals”. Animal Aid. 2007-10-26. Архивирано из оригинала 17. 9. 2010. г. Приступљено 2010-06-24.
- „How should I care for my pets during fireworks displays?”. Kb.rspca.org.au. 2009-08-17. Архивирано из оригинала 13. 11. 2009. г. Приступљено 2010-06-24.
- Shimizu, Takeo (1997). „Some Techniques for Manufacturing Fireworks”. Selected Pyrotechnic Publications of Dr. Takeo Shimizu Part 2: Translated Articles. Journal of Pyrotechnics. стр. 21—. ISBN 978-1-889526-10-2.
- Camilleri, Renato; Vella, Alfred J. (новембар 2010). „Effect of fireworks on ambient air quality in Malta”. Atmospheric Environment. 44 (35): 4521—4527. Bibcode:2010AtmEn..44.4521C. doi:10.1016/j.atmosenv.2010.07.057.
- Junyi, W., Haicheng, H., & Zhenbing, T. (2019). Research on rapid qualitative detection of antimony in pyrotechnic powder used for fireworks and firecrackers
- Steinhauser, Georg; Klapötke, Thomas M. (12. 1. 2010). „Using the Chemistry of Fireworks To Engage Students in Learning Basic Chemical Principles: A Lesson in Eco-Friendly Pyrotechnics”. Journal of Chemical Education. 87 (2): 150—156. Bibcode:2010JChEd..87..150S. doi:10.1021/ed800057x.
- Sterba, Johannes H.; Steinhauser, Georg; Grass, Fritz (април 2013). „Illicit utilization of arsenic compounds in pyrotechnics? An analysis of the suspended particle emission during Vienna's New Year fireworks”. Journal of Radioanalytical and Nuclear Chemistry. 296 (1): 237—243. S2CID 97761513. doi:10.1007/s10967-012-2001-x.
- „Perchlorate | Drinking Water Contaminants | Safewater | Water | US EPA”. Epa.gov. Архивирано из оригинала 1. 12. 2006. г. Приступљено 2010-06-24.
- „Perchlorate”. Dtsc.ca.gov. Архивирано из оригинала 23. 8. 2009. г. Приступљено 2010-06-24.
- „Common Fireworks Release Lead, Copper & Other Toxic Metals into the Air”. NYU Langone News (на језику: енглески). Приступљено 2021-09-19.
- Hickey, Christina; Gordon, Christopher; Galdanes, Karen; Blaustein, Martin; Horton, Lori; Chillrud, Steven; Ross, James; Yinon, Lital; Chen, Lung Chi; Gordon, Terry (2020-07-02). „Toxicity of particles emitted by fireworks”. Particle and Fibre Toxicology. 17 (1): 28. ISSN 1743-8977. doi:10.1186/s12989-020-00360-4.

## Spoljašnje veze
- NOVA Online Kaboom! with pyrotechnics, anatomy of fireworks, etc
- Solid propellants